# Haenkea
Haenkea is een kevergeslacht uit de familie van de boktorren (Cerambycidae). De wetenschappelijke naam van het geslacht werd voor het eerst geldig gepubliceerd in 1953 door Tippmann.

## Soorten
Haenkea omvat de volgende soorten:
- Haenkea atra (Chevrolat, 1855)
- Haenkea thoracica (Chevrolat, 1855)
- Haenkea zischkai Tippmann, 1953